# Cotaló

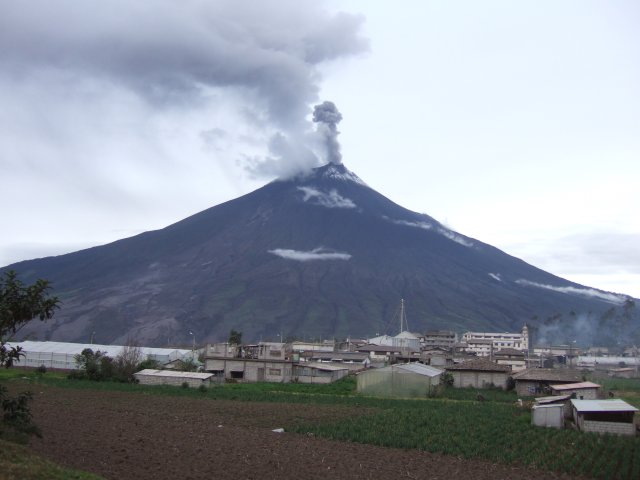
Blick auf Cotaló; im Hintergrund der Vulkan Tungurahua

Cotaló ist eine Ortschaft und eine Parroquia rural („ländliches Kirchspiel“) im Kanton San Pedro de Pelileo der ecuadorianischen Provinz Tungurahua. Die Parroquia besitzt eine Fläche von 46,51 km². Die Einwohnerzahl lag im Jahr 2010 bei 1852. Die Parroquia wurde im Jahr 1844 gegründet.

## Lage
Der Ort Cotaló befindet sich 11,8 km südsüdöstlich vom Kantonshauptort Pelileo im Anden-Hochtal von Zentral-Ecuador auf einer Höhe von 2580 m. Cotaló liegt oberhalb des westlichen Flussufers des Río Chambo, rechter Quellfluss des Río Pastaza. Östlich erhebt sich der 5016 m hohe Vulkan Tungurahua. Die Fernstraße E490 (Riobamba–Baños) führt durch Cotaló.
Die Parroquia Cotaló liegt im Südosten des Kantons San Pedro de Pelileo. Die Parroquia Cotaló grenzt im Osten an die Parroquia Baños, im Südosten an die Parroquia Bilbao, im Süden an die Parroquias Guanando und Santa Fé de Galán, im Westen an den Kanton Quero, im Nordwesten und im Norden an die Parroquia Huambaló sowie im Nordosten an die Parroquia Pelileo.